# Stenhypena adustalis
Stenhypena adustalis là một loài bướm đêm trong họ Erebidae.